# Molophilus luteipennis
Molophilus luteipennis là một loài ruồi trong họ Limoniidae. Chúng phân bố ở miền Australasia.